# Crkva Velike Gospe u Zagvozdu
Crkva Velike Gospe u mjestu Zagvozdu, općina Zagvozd, zaštićeno kulturno dobro.

## Opis dobra
Crkva Velike Gospe stara je župna crkva mjesta Zagvozd. Sagrađena je u prvoj polovici 17. stoljeća. Crkva je jednobrodna građevina, pravokutnog tlocrta, s plitkom kvadratnom apsidom, orijentirana istog-zapad. Na pročelju je u 18. stoljeću izgrađen kasnobarokni zvonik „na preslicu“. Groblje oko crkve ograđeno je 1923. godine kamenim zidom. U crkvi su dva oltara iz imotske radionice Rako.

## Zaštita
Pod oznakom Z-3847 zavedena je kao nepokretno kulturno dobro - pojedinačno, pravna statusa zaštićena kulturnog dobra, klasificirano kao "sakralna graditeljska baština".